# Landgericht Flensburg

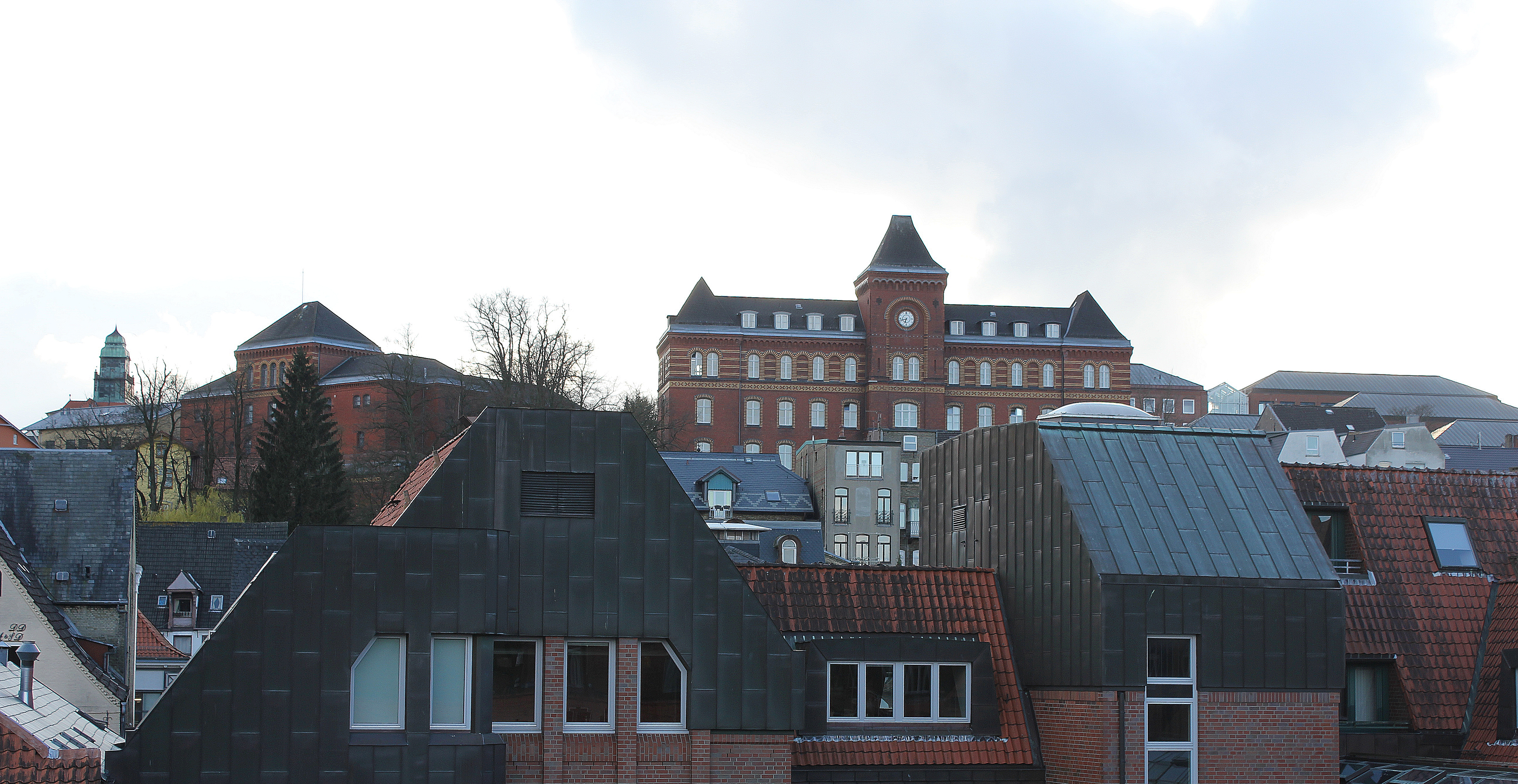
Die Gerichtsgebäudeeinheiten (oben Mitte bis ganz rechts.) und (links daneben) die Justizvollzugsanstalt Flensburg (ehemals Landesgerichtsgefängnis)

Das Landgericht Flensburg ist ein Gericht der ordentlichen Gerichtsbarkeit und eines von vier Landgerichten (LG) im Bezirk des Schleswig-Holsteinischen Oberlandesgerichtes. Es ist das nördlichste deutsche Landgericht.

## Gerichtssitz und -bezirk
Sitz des Gerichts ist die Stadt Flensburg.
Der Gerichtsbezirk des Landgerichts Flensburg umfasst die Bezirke der nachgeordneten vier Amtsgerichte Husum, Flensburg, Schleswig und Niebüll. Im Bezirk leben etwa 450.000 Einwohner. Hinzu kommen die dem Bezirk des Amtsgerichts Husum zugeordneten gemeindefreien Küstengewässer der zu Schleswig-Holstein gehörenden Nordsee, mit Ausnahme der Küstengewässer um Helgoland, die dem Bezirk des Amtsgerichts Pinneberg zugelegt wurden und damit dem Landgerichtsbezirk Itzehoe zugeordnet sind.

## Geschichte
Das Gericht wurde 1879 im Zuge der Umsetzung der Reichsjustizgesetze gemeinsam mit den Landgerichten in Altona und Lübeck geschaffen. Zuvor befand sich in Flensburg das Kreisgericht Flensburg, dessen Aufgabenbereiche und Aufgabenfelder das neue Gericht offenbar zu einem großen Teil übernahm, wobei das neue Gericht für einen größeren Teil des Landes zuständig wurde.

### Amtsgerichtsstrukturreform 2007 im Lande Schleswig-Holstein
Bis zum März 2007 umfasste der Gerichtsbezirk auch den Bezirk des Amtsgerichtes Kappeln. Im Rahmen der Reform der Amtsgerichtsstruktur in Schleswig-Holstein wurde das mit 3 Richterstellen sehr kleine Amtsgericht Kappeln zum 31. März 2007 aufgelöst. Teile des bisherigen Amtsgerichtsbezirks Kappeln wurden dem Amtsgericht Eckernförde und damit dem Landgerichtsbezirk Kiel zugeschlagen, der Rest zu den Amtsgerichtsbezirken Schleswig oder Flensburg. Die Grenze zwischen den Gebieten, die zur Zuständigkeit des Amtsgerichts Eckernförde gehören, ist die Schlei.
Zum AG Schleswig wurden die Städte Kappeln und Arnis zugeordnet; zum Bezirk des Amtsgerichts Flensburg die Gebiete der Ämter Gelting und Steinbergkirche.
Wegen Einzelheiten der Reformüberlegungen sei auf das entsprechende Reformkonzept und die Niederschrift der Sitzung des Rechtsausschusses des Landtages vom 7. Dezember 2005 verwiesen.

## Übergeordnete Gerichte
Dem Landgericht Flensburg unmittelbar übergeordnet ist das Schleswig-Holsteinische Oberlandesgericht in Schleswig.

## Personal, Kammern, Geschäftsverteilung
Das Landgericht Flensburg ist eines der kleinsten Landgerichte der Bundesrepublik Deutschland. Dies macht sich in der relativ geringen Personalstärke und der geringen Zahl an Kammern am Landgericht bemerkbar. Präsident des Landgerichts ist Dr. Ralf Bauer.

### Personalstruktur
Am Landgericht Flensburg sind etwa 100 Mitarbeiter beschäftigt, davon etwa 28 Richter und Richterinnen. Es werden ferner etwa 120 Referendare sowie 15 Beamtenanwärter und Auszubildende ausgebildet. Hinzu treten als ehrenamtliche Richter 10 Handelsrichter (in Handelssachen) und etwa 100 Schöffen – etwa 50 Haupt- und ebenso viele Hilfsschöffen (in Strafsachen). Im gesamten Landgerichtsbezirk sind etwa 80 Berufsrichter tätig mit insgesamt etwa 400 Mitarbeitern.
Präsident des Landgerichtes ist Dr. Ralf Bauer.

### Kammern und Geschäftsverteilung
Am Landgericht Flensburg bestehen derzeit neun Zivilkammern, zwei Kammern für Handelssachen, drei Große Strafkammern und drei Kleine Strafkammern.
Die erste Große Strafkammer ist für Staatsschutzsachen und eine Zivilkammer für Design- und Urheberrechtsverfahren für das gesamte Land Schleswig-Holstein zuständig. Es bestehen auch Spezialkammern bei den Zivilkammern. So ist die 2. Kammer zuständig für Bau und Amtshaftungsrecht, die 3. Kammer für Bank- und  Arzthaftungsrecht, die 4. Kammer für Versicherungsrecht und für Anwaltshaftungsrecht und die 8. Zivilkammer ist zuständig für Design- und Urheberrechtsstreitigkeiten. Zu weiteren Einzelheiten der Zuständigkeiten vergleiche den Geschäftsverteilungsplan des Landgerichts Flensburg.

## Gebäude

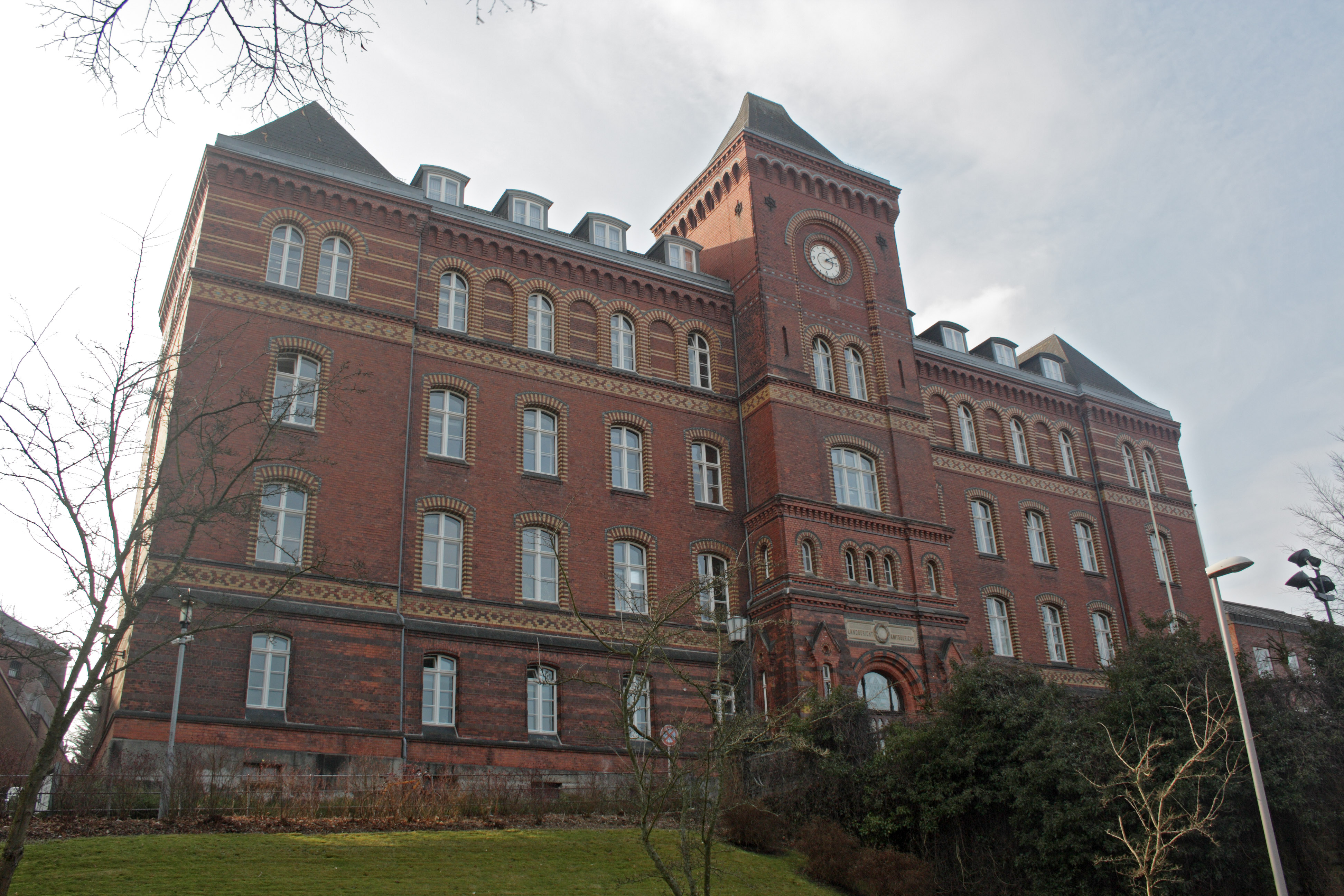
Das Gerichtsgebäude (Altbau)

Das Gerichtsgebäude befindet sich am Südergraben 22, 24937 Flensburg.
In dem Gebäude des Landgerichts Flensburg sind außerdem das Amtsgericht Flensburg, die Staatsanwaltschaft am Landgericht Flensburg und eine gerichtshistorische Sammlung untergebracht.

### Altbau
Der Altbau des Gerichtsgebäudes, erbaut ab 1879 nach einem im preußischen Ministerium der öffentlichen Arbeiten aufgestellten Entwurf von Regierungsbaumeister Richard Plüddemann, wurde 1882 seiner Bestimmung übergeben. Ausgeführt wurde das Gebäude als Ziegelrohbau in gotisierenden Formen, in die sich Elemente italienischer Wehrarchitektur mischen. Es war gedacht als Ausdruck der neuen preußischen Macht und zeigt Ansätze einer „Einschüchterungsarchitektur“.
Das Gebäudeäußere und -innere sind weitestgehend im ursprünglichen Zustand erhalten. Die im Eingangsbereich und im Treppenhaus vorhandenen Ausmalungen im Stile des Historismus wurden restauriert.
In einer Nische im Eingangsbereich zwischen den Treppenaufgängen steht seit 2002 die die moderne Plastik „Miteinander“ des Glücksburger Künstlers Siegbert Amler. Im Treppenaufgang selbst befinden sich weiter vier Gedenktafeln für im Ersten und Zweiten Weltkrieg gefallene Justizangehörige und Anwälte des Landgerichtsbezirks Flensburg. Im Treppenhaus des Altbaus befindet sich ferner ein Standbild Wilhelms I. von Preußen von dem Bildhauer Ernst Herter, der der Berliner Bildhauerschule zuzurechnen ist.
Außerdem zu erwähnen ist der weitgehend original erhaltene Schwurgerichtssaal mit reichen Holzvertäfelungen und einer verzierten Deckenkonstruktion. Bewahrt worden und in Gerichtssälen zu sehen sind eine Reihe von Kunstwerken, die zum Teil noch aus der Zeit des Gesamtstaates stammen, als die Herzogtümer Schleswig und Holstein mit Dänemark in Personalunion verbunden waren.

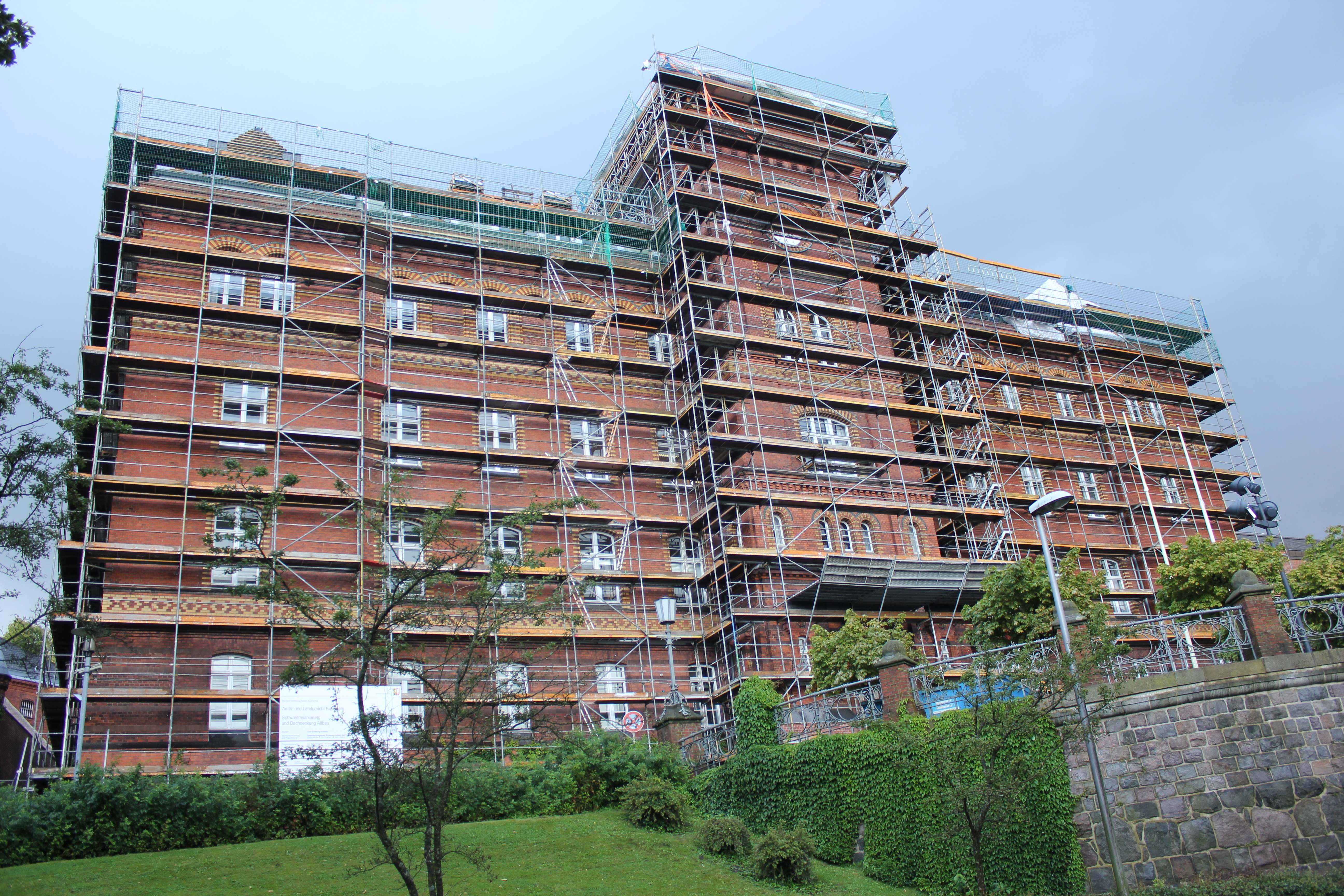
Restaurierung des Landgerichtes, 2014

Im Gebäude befindet sich ein geschichtshistorisches Museum.

### Erweiterungsbauten von 1963 und 1987
1963 und 1987 wurden Erweiterungsbauten an den Altbau angefügt. Der Anbau von 1963 war noch ein zweckmäßiger Kastenbau.
Seit dem Um- und Erweiterungsbau von 1987 schmiegen sich drei Gebäuderiegel des zweiten Erweiterungsbaus an den Hang an, auf dem das Gerichtsgebäude über der Stadt Flensburg thront. Diese Gebäuderiegel sollen sich durch schräge Kupferdächer in die Stadtsilhouette einpassen. Sie werden durch eine große gläserne Halle mit einer offenen Treppe über acht Etagen miteinander verbunden, die zugleich die den Übergang zum Anbau aus dem Jahre 1963 und dem Altbau herstellt. Dieses Treppenhaus soll architektonischer Ausdruck der um Transparenz und Bürgernähe bemühten modernen Gerichtsbarkeit sein. Die Erweiterung von 1987 war ein Entwurf der Hamburger Architektensozietät Gerkan, Marg und Partner.

## Staatsanwaltschaft
Dem Landgericht Flensburg ist eine Staatsanwaltschaft zugeordnet. Die Anschrift der Staatsanwaltschaft lautet: Südergraben 22, 24937 Flensburg. Die drei Behörden (Landgericht, Amtsgericht und Staatsanwaltschaft) können seit dem 1. März 2005 nicht mehr über die Rückseite des Gerichtsgebäudes (Friedrichstraße 2) erreicht werden. Dieser wurde aus Sicherheitsgründen geschlossen.
Der Staatsanwaltschaft am Landgericht Flensburg unmittelbar übergeordnet ist der Generalstaatsanwalt beim Schleswig-Holsteinischen Oberlandesgericht in Schleswig.

## Rechtsanwälte und Notare im Bezirk des Landgerichts Flensburg
Im Landgerichtsbezirk sind derzeit etwa 400 Rechtsanwälte und Rechtsanwältinnen zugelassen, von den ca. 140 auch Notare sind. Dies ergibt eine Rechtsanwaltsdichte von etwa einem Anwalt auf 1100 Einwohnern.
Zuständige Rechtsanwaltskammer für die in Flensburg zugelassenen Anwälte ist die 1879 aufgrund der ersten einheitlichen Rechtsanwaltsordnung gegründete Schleswig-Holsteinische Rechtsanwaltskammer in Schleswig. Für die Notare im Landgerichtsbezirk zuständige Notarkammer ist die 1961 gegründete Schleswig-Holsteinische Notarkammer. Beide sind unter der Anschrift Gottorfstraße 13 in 24837 Schleswig erreichbar.

## Verkehrsanbindung
Das Landgericht Flensburg ist über die A7 (Abfahrt Flensburg/Glücksburg), weiter über die B 200 Richtung Flensburg (Abfahrt Zentrum), dann der Ausschilderung „Justizbehörden“ folgend, zu erreichen. Es stehen nur wenige Parkplätze unmittelbar beim Landgericht Flensburg zur Verfügung. Kostenloses Parken ist auf dem Großparkplatz „Exe“ möglich. Von diesem Großparkplatz aus ist das Landgericht Flensburg nach einem Fußweg von etwa 10 Minuten erreichbar.